# Ndey Yassin Secka Sallah
Ndey Yassin Secka Sallah (auch Ndey Yassin Secka; geb. 19. Januar 1964 in Bathurst, heute Banjul) ist eine gambische Politikerin.
Secka Sallah wurde in der gambischen Hauptstadt geboren und wuchs dort auf. Sie besuchte zunächst die Kampama Primary School für Sehbehinderte und erwarb einen High-School-Abschluss an der St Joseph High School, ehe sie in Großbritannien Brail and Business Development studierte. Sie arbeitete zunächst beim Department of Social Welfare, später als Rundfunksprecherin beim Gambia Radio and Television Services (GRTS).
Secka Sallah wurde blind geboren und arbeitete mit der Organisation Sightsavers zusammen, die sich für Menschen mit Sehbehinderung einsetzt. Darüber hinaus engagierte sie sich unter anderem in der Gambia Organisation for the Visually Impaired (GOVI) und war Präsidentin dieser Organisation.
Secka Sallah gehörte im April 2017 zu einer der fünf Personen, die von Präsident Adama Barrow ins gambische Parlament berufen wurden. Das Politische System Gambias sieht vor, dass 43 der 48 Mandate gewählt und fünf Sitze vom Präsidenten vergeben werden. Sie ist die erste weibliche Abgeordnete mit Sehbehinderung und die zweite Person mit Sehbehinderung im Parlament nach Abdoulie Saine, der in der vorangegangenen Legislaturperiode von Präsident Yahya Jammeh ernannt worden war. Nach ihrer Ernennung kündigte sie an, sich für die Rechte von Menschen mit Behinderung einzusetzen.
Obwohl sie von Präsident Adama Barrow berufen wurde, der der United Democratic Party (UDP) zugehörig ist, betonte sie ihre Loyalität gegenüber der People’s Democratic Organisation for Independence and Socialism (PDOIS) und wies einen Eintritt in die UDP von sich.
Secka Sallah hat zwei erwachsene leibliche Kinder und zwei Adoptivkinder.